# SIAI S.52
Die SIAI S.52 war ein einmotoriges Jagdflugzeug des italienischen Herstellers SIAI. Nachdem die italienische Luftwaffe (Regia Aeronautica) die SIAI S.50 wegen 94 kg Übergewicht als Jäger ablehnte, wurde eine Ausschreibung für einen einmotorigen Jäger an alle italienischen Flugzeughersteller gerichtet. Die Firmen SIAI, Fiat, Breda, Piaggio und CMASA nahmen an der Ausschreibung des Projektes teil.

## Geschichte
Die Firma SIAI hatte mit der SIAI S.50 schon fast die Anforderungen der Regia Aeronautica erfüllt, nur knapp verfehlte man das Ziel mit einem Übergewicht von 94 kg. Alessandro Marchetti, der neue Chefentwickler bei SIAI, wollte dennoch mit dem Konzept S.50 weiterarbeiten und modifizierte das Flugzeug mit einem Hispano-Suiza 42-Motor (Nennleistung 300 PS) zur SIAI S.52. Die Maschine hatte verbesserte Tragflächen, Querruder und ein überarbeitetes Leitwerk. Für die Tests wurden zwei Prototypen 3MM und 4MM gebaut, die ihren Erstflug im Januar 1924 absolvierten. Die Höchstgeschwindigkeit der S.52 betrug 275 km/h. Die Maschine unterlag nur knapp der Fiat CR.1, die bessere Flugeigenschaften, sowie einen besseren Motor Fiat A 20 mit 410 PS vorweisen konnte. Die Fiat CR.1 konnte bis auf 285 km/h beschleunigen.
Der Versuch, die Maschine ins Ausland zu verkaufen, lief nur schleppend, der einzige Verkauf ging nach Paraguay. Die Prototypen der S.52 wurden 1932 zu einer Flugschule verlegt und im gleichen Jahr bei einem Absturz zerstört.

## Technik
Der Rumpf der Maschine war aufgrund der Stabilität aus Leichtmetall und sehr aerodynamisch geformt, die Tragflächenholme waren ebenfalls aus Leichtmetall. Die Tragflächen wurden mit Stoff bespannt und besaßen ebenfalls eine sehr aerodynamische, an das Flugzeug angepasste Form. Der Motor der Maschine war ein Hispano-Suiza-42 mit einer Nennleistung von 300 PS; ein Zweiblattpropeller mit Spinner (Propellerkappe) sorgte für den Vortrieb.

## Technische Daten
| Kenngröße             | Daten                                              |
| --------------------- | -------------------------------------------------- |
| Besatzung             | 1                                                  |
| Länge                 | 7,18 m                                             |
| Spannweite            | 10,7 m                                             |
| Höhe                  | 2,7 m                                              |
| Flügelfläche          | 24 m²                                              |
| Leermasse             | 800 kg                                             |
| Startmasse            | 1100 kg                                            |
| Reisegeschwindigkeit  | 230 km/h                                           |
| Höchstgeschwindigkeit | 275 km/h                                           |
| Reichweite            | ca. 770 km                                         |
| Steigrate             | 11,2 m/s                                           |
| Triebwerk             | 1 × Hispano-Suiza 42, Nennleistung 300 PS (221 kW) |
| Bewaffnung            | 2 × Vickers 7,7 mm                                 |